# Buchen (Siegen)
Buchen ist ein Stadtteil der Großstadt Siegen.

## Geografie
Buchen liegt etwa 8 km nordwestlich vom Siegener Stadtkern entfernt im Sohlbachtal. Der Ort liegt auf einer Höhe zwischen 290 und 360 m Höhe. Berge in der Umgebung sind zum Beispiel der Holenborn mit 404,8 m Höhe im Südwesten oder der Dellenberg im Westen.
Der Ort liegt im Norden Siegens und grenzt unter anderem an die Stadtteile Sohlbach im Osten, Langenholdinghausen im Süden und Meiswinkel im Westen sowie an Junkernhees im Norden.

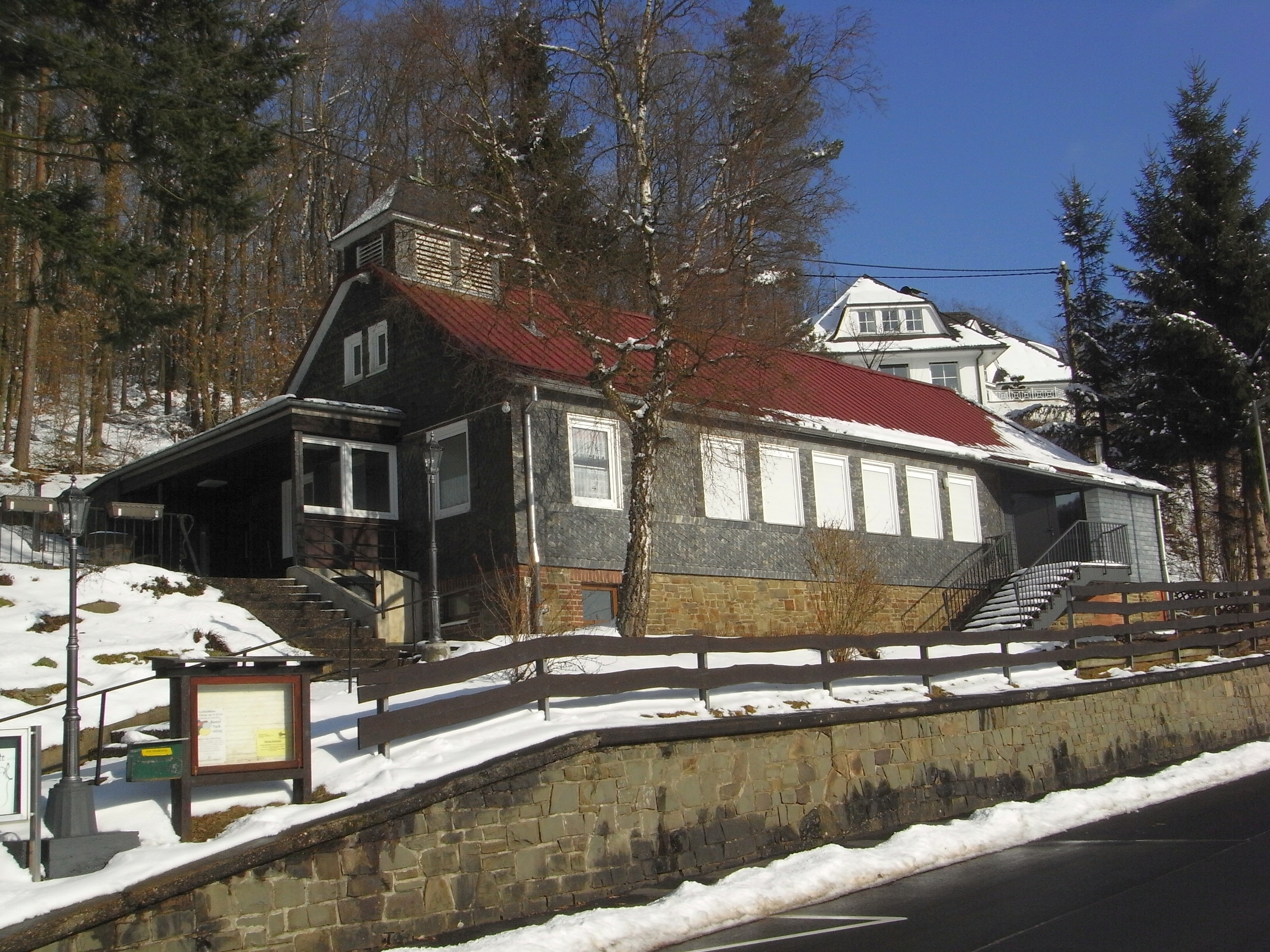
Heimatstube Buchen-Sohlbach
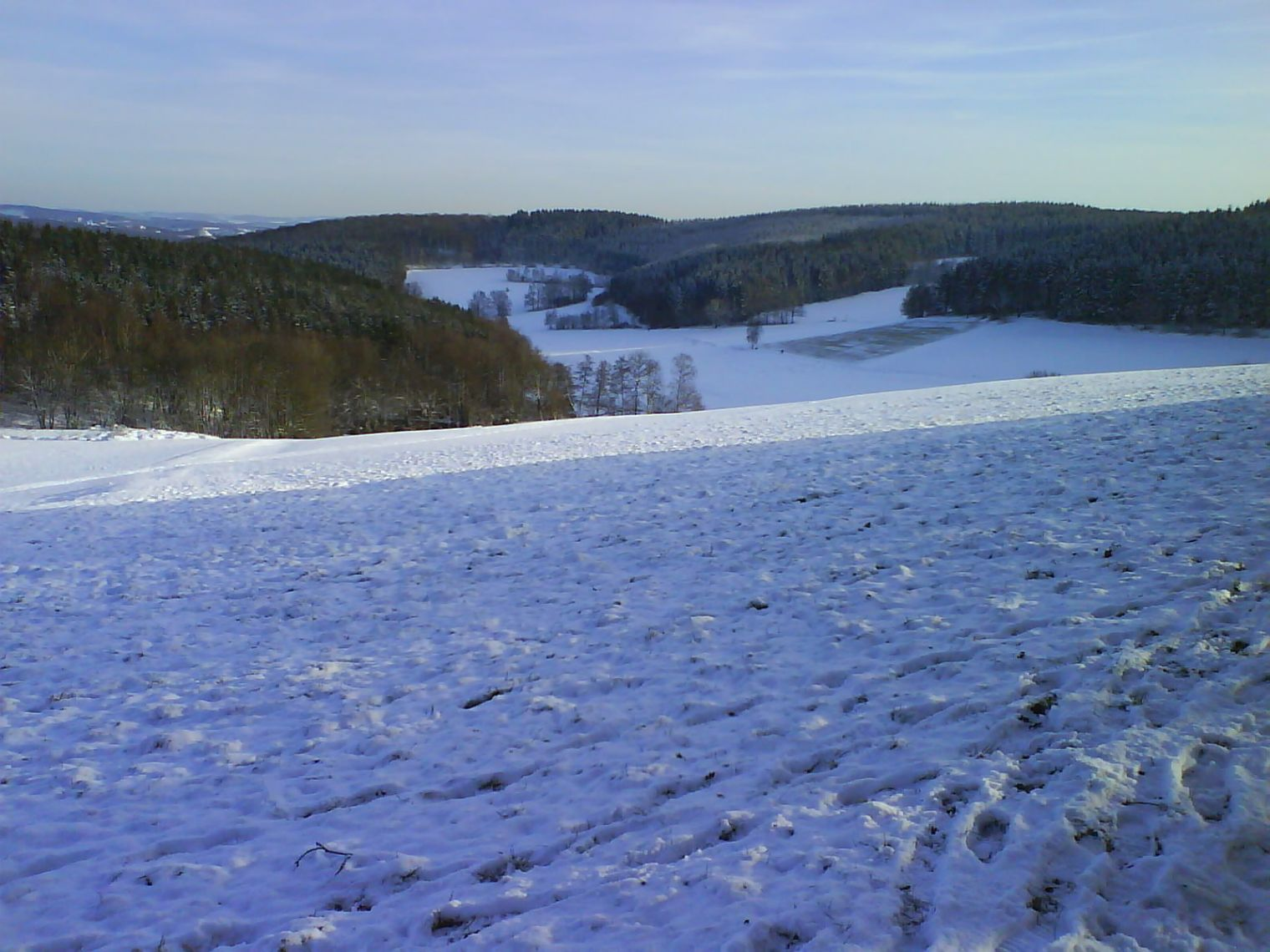
Winterlandschaft bei Buchen westlich der K26
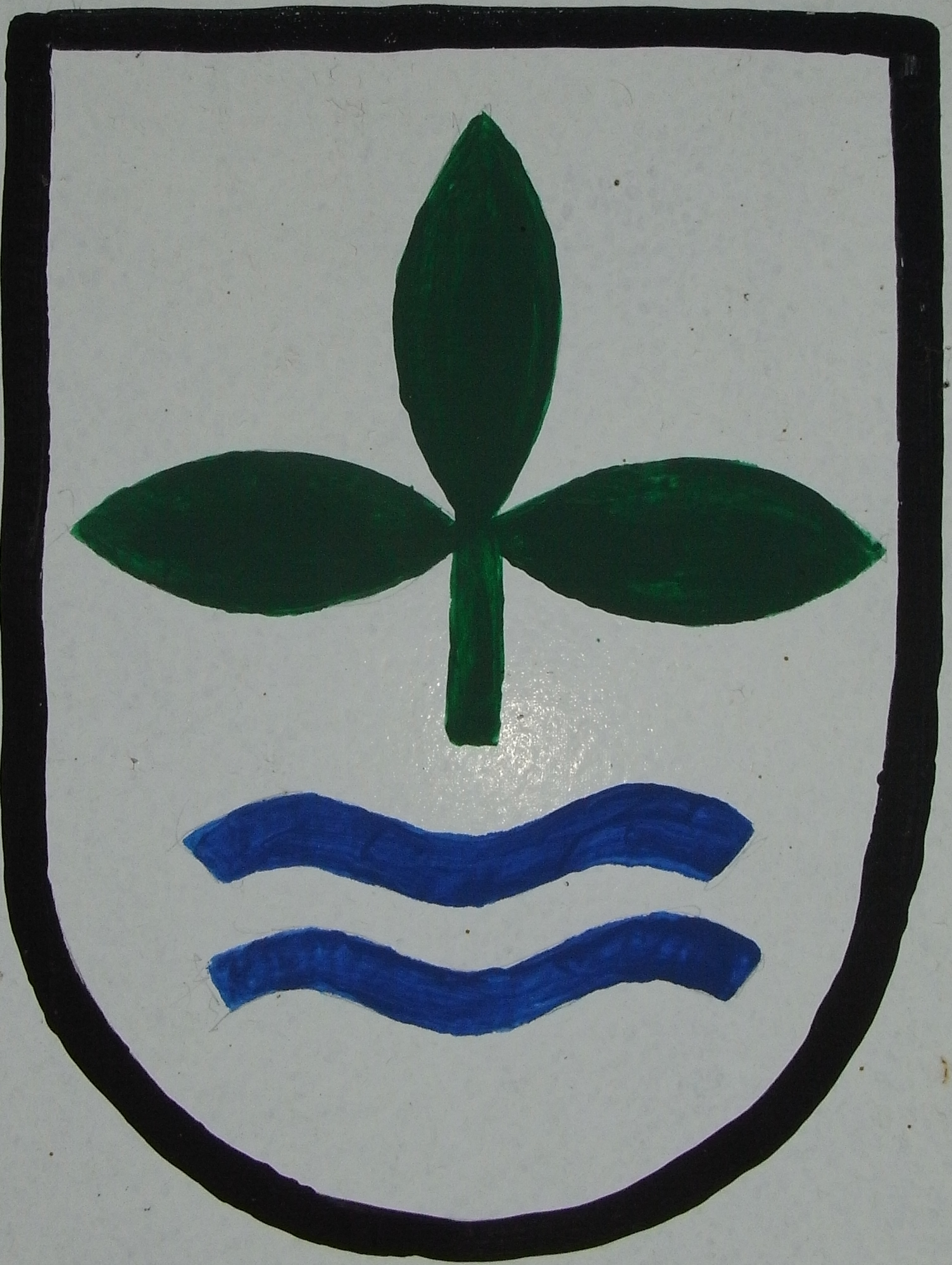
Modernes Wappenzeichen von Sohlbach und Buchen

## Geschichte
Buchen wurde im Jahr 1461 erstmals urkundlich erwähnt.
Zum 1. Juli 1966 wurde die bis zu diesem Zeitpunkt dem Amt Ferndorf angehörige Gemeinde durch das erste Gesetz zur Neugliederung des Landkreises Siegen in die neu gegründete Stadt Hüttental eingegliedert. Im Zuge der erneuten kommunalen Neugliederung wurde die Stadt Hüttental am 1. Januar 1975 in die Stadt Siegen eingegliedert, womit Buchen ein Stadtteil Siegens wurde.

### Wappen
| Wappen der ehemaligen Gemeinde Buchen, Kreis Siegen | Blasonierung: „Von Gold (Gelb) und Blau geteilt; oben ein liegendes Hifthorn mit Band, unten ein aufrechtes Buchenblatt in verwechselten Farben.“ |
| Wappen der ehemaligen Gemeinde Buchen, Kreis Siegen | Wappenbegründung: Das Wappen wurde am 27. Mai 1939 vom Oberpräsidenten der Provinz Westfalen genehmigt. Die Gemeinde Buchen gehörte bis zum 30. Juni 1966 zum Amt Ferndorf, welches ein Hifthorn im Wappen führte, das wiederum aus einem Siegel aus dem Jahre 1470 abgeleitet wurde. Das Buchenblatt steht redend für den Ortsnamen. Die Farben Blau und Gold erinnern an die frühere Zugehörigkeit zum Fürstentum Siegen. |

### Einwohnerzahlen
Einwohnerzahlen des Ortes:
| Jahr | Einwohner |
| ---- | --------- |
| 1818 | 37        |
| 1885 | 62        |
| 1905 | 59        |
| 1910 | 61        |
| 1925 | 77        |
| 1933 | 74        |

| Jahr | Einwohner |
| ---- | --------- |
| 1939 | 76        |
| 1950 | 77        |
| 1961 | 160       |
| 1994 | 743       |
| 2004 | 740       |
| 2006 | 749       |

| Jahr | Einwohner |
| ---- | --------- |
| 2008 | 727       |
| 2009 | 722       |
| 2010 | 740       |
| 2011 | 744       |
| 2012 | 748       |
| 2013 | 743       |

| Jahr | Einwohner |
| ---- | --------- |
| 2014 | 729       |
| 2015 | 728       |
| 2016 | 765       |

## Infrastruktur
Buchen ist sehr landwirtschaftlich geprägt, Industrie ist nur in kleinen Formen vertreten. Der Ort liegt an der Kreisstraße 26, die von Geisweid nach Junkernhees führt. Über Geisweid ist der Ort an die Hüttentalstraße und die Bundesautobahn 45 angeschlossen.
Buchen verfügte über eine Fußball-Sportanlage, die aufgrund Anliegerbeschwerden geschlossen werden musste.